# Лада (Прешов)
Лада (слч. Lada) насељено је мјесто са административним статусом сеоске општине (слч. obec) у округу Прешов, у Прешовском крају, Словачка Република.

## Становништво
| Година:    | 1994. | 2004.   | 2014.   | 2024.   |
| ---------- | ----- | ------- | ------- | ------- |
| Број људи: | 757   | 822     | 835     | 837     |
| Разлика:   |       | +8,58 % | +1,58 % | +0,23 % |

| Година:    | 2023. | 2024.   |
| ---------- | ----- | ------- |
| Број људи: | 833   | 837     |
| Разлика:   |       | +0,48 % |

Према подацима о броју становника из 2024. године насеље је имало 837 становника.